# (15957) Gemoore
(15957) Gemoore (1998 BB27) – planetoida z pasa głównego asteroid okrążająca Słońce w ciągu 5,02 lat w średniej odległości 2,93 j.a. Odkryta 22 stycznia 1998 roku.